# Gordon Nevil Macready
Sir Gordon Nevil Macready, britanski general, * 1891, † 1956.